# سامیزدات
سامیزدات (روسی: самиздат) به نشریه‌های زیرزمینی‌ای گفته می‌شد که در آنها مقاله‌های سیاسی، اخبار، رمان، شعر و کارهای توقیف‌شده به‌صورت مخفیانه منتشر می‌شد. بسیاری از این نشریات زیرزمینی مجموعه‌های غیرسیاسی بودند. آثار ادبی و داستان‌های کوتاه از این مسیر منتشر می‌شدند و به دست خواننده می‌رسیدند. البته مسیر انتشار این نشریه‌ها، منحصربه‌فرد بود. افراد برای انتشار این آثار از ابزار و امکانات محدود استفاده می‌کردند و گاهی نیز مجبور می‌شدند برای انتشار، از روش‌های رونویسی و دست‌نویس استفاده کنند و بعد از مطالعه آن را در اختیار دیگران بگذارند. به‌این‌ترتیب، سامیزدات‌ها گاهی میان افراد بارهاوبارها دست‌به‌دست می‌شد.

## پیشینه
نیکلای گلازکوف، شاعر روس، برای نخستین بار از واژهٔ سامیزدات به معنی «انتشار به دست خود» استفاده کرد. خروشچف در شوروی و دوبچک در چکسلواکی نگاهی اصلاح‌طلبانه به امور داشتند؛ بنابراین سیاست‌هایی که آن‌ها در فضای کشور به کار گرفتند گاهی موجب گشایش‌هایی در برخی فضاها می‌شد. همین رفتارهای سیاسی در نهایت به آنجا رسید که حوادثی مانند محاکمهٔ نویسندگان ناراضی و معاهده هلسینکی در ۱۹۷۵ گروه کوچکی را بر آن داشت تا تخلف‌های رژیم را با استفاده از سامیزدات افشا کنند.